# Aubusson-tapet

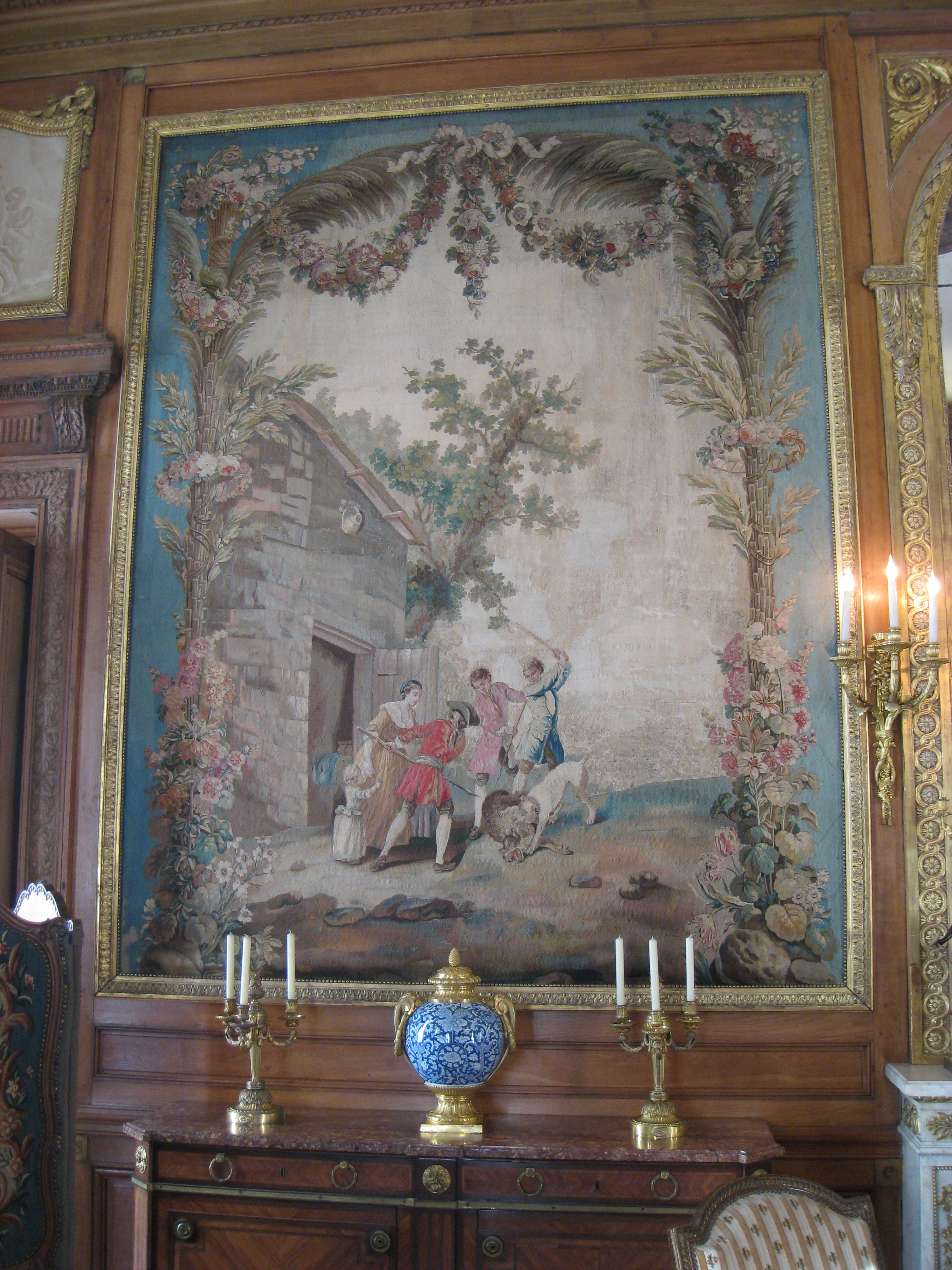
Le lion amoureux (1775-1780), en Aubusson av Jean-Baptiste Oudry, Musée Nissim de Camondo, Paris.

Aubusson-tapet, vävd tapet som är gjord i den staden Aubusson i mellersta Frankrike.
Aubssons tapettraditioner går tillbaka till 1400-talet. Genom väveriernas sammanslagning uppstod 1665 Manufacture royale d'Aubusson. Den ledande personligheten här var Jean-Joseph Dumont, som själv levererade kartonger. Man arbetade även efter förlagor av målningar av Nicolas Lancret, Claude Gillot, Antoine Watteau och François Boucher. Under perioden 1730–1770 skapades stora tapetsviter med pastoraler, kineserier, trädgårdsfester, tesällskap med mera.
Till skillnad från i Beauvais tog man i Aubusson emot beställningar från mindre förnäma och förmögna kretsar, tapeter som ofta vävdes i ylle i stället för de mer påkostade sidentapeterna. Tapeterna anpassades även till den borgerliga smaken som föredrog idylliska och sentimental scener. På 1700-talet tillverkades även tapeter med smala bårder av blomstergirlander och verdyrer, senare vävdes även möbelgarnityr i Charles Percier och Pierre Francois Leonard Fontaines stil och golvmattor.
Liksom i Oudenaarde vävdes här verdure-tapeter, det vill säga gobelänger med skogsmotiv i gröna färger.